# Zonnebeek

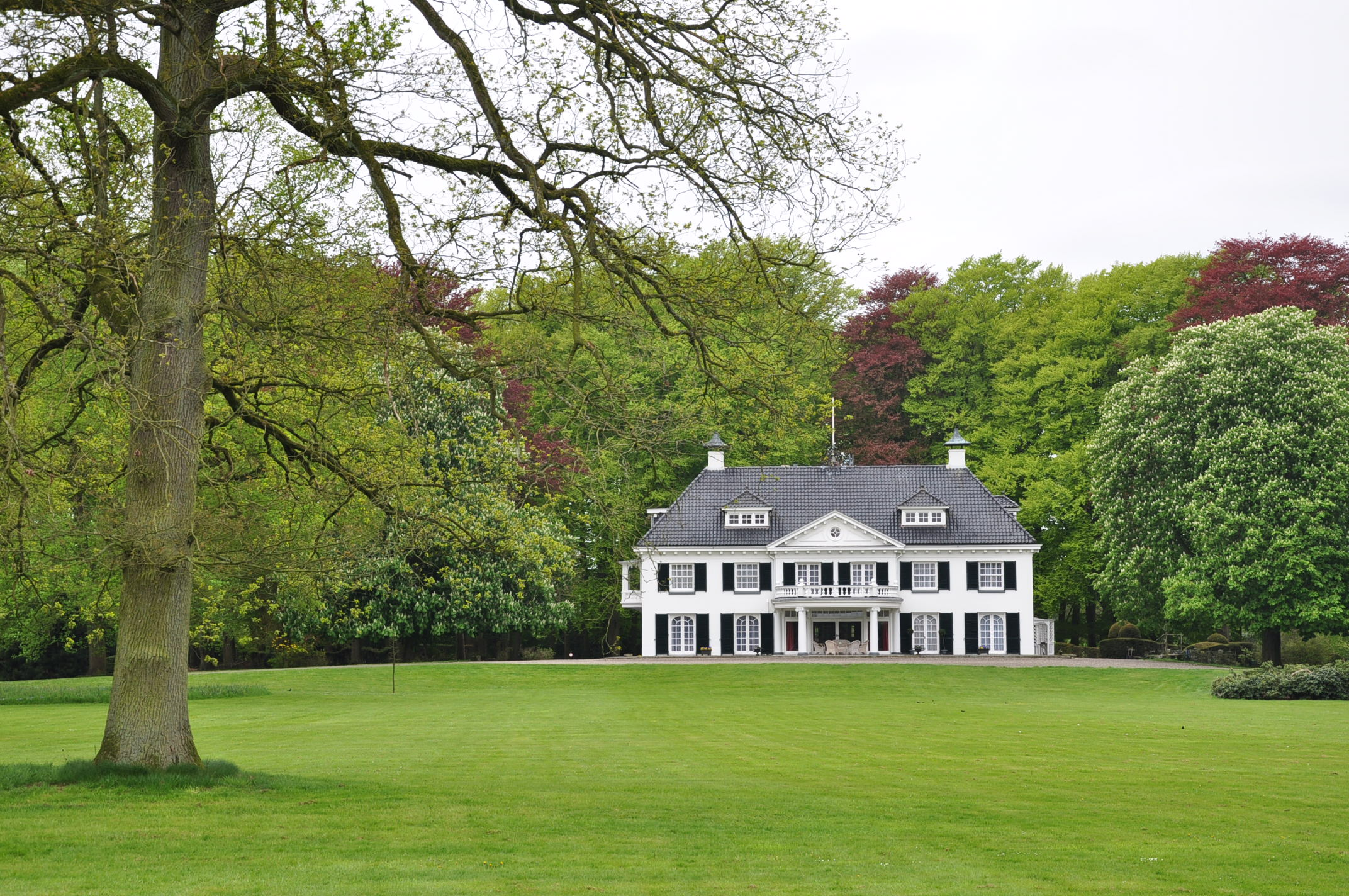
De buitenplaats, gezien vanaf de Zonnebeekweg

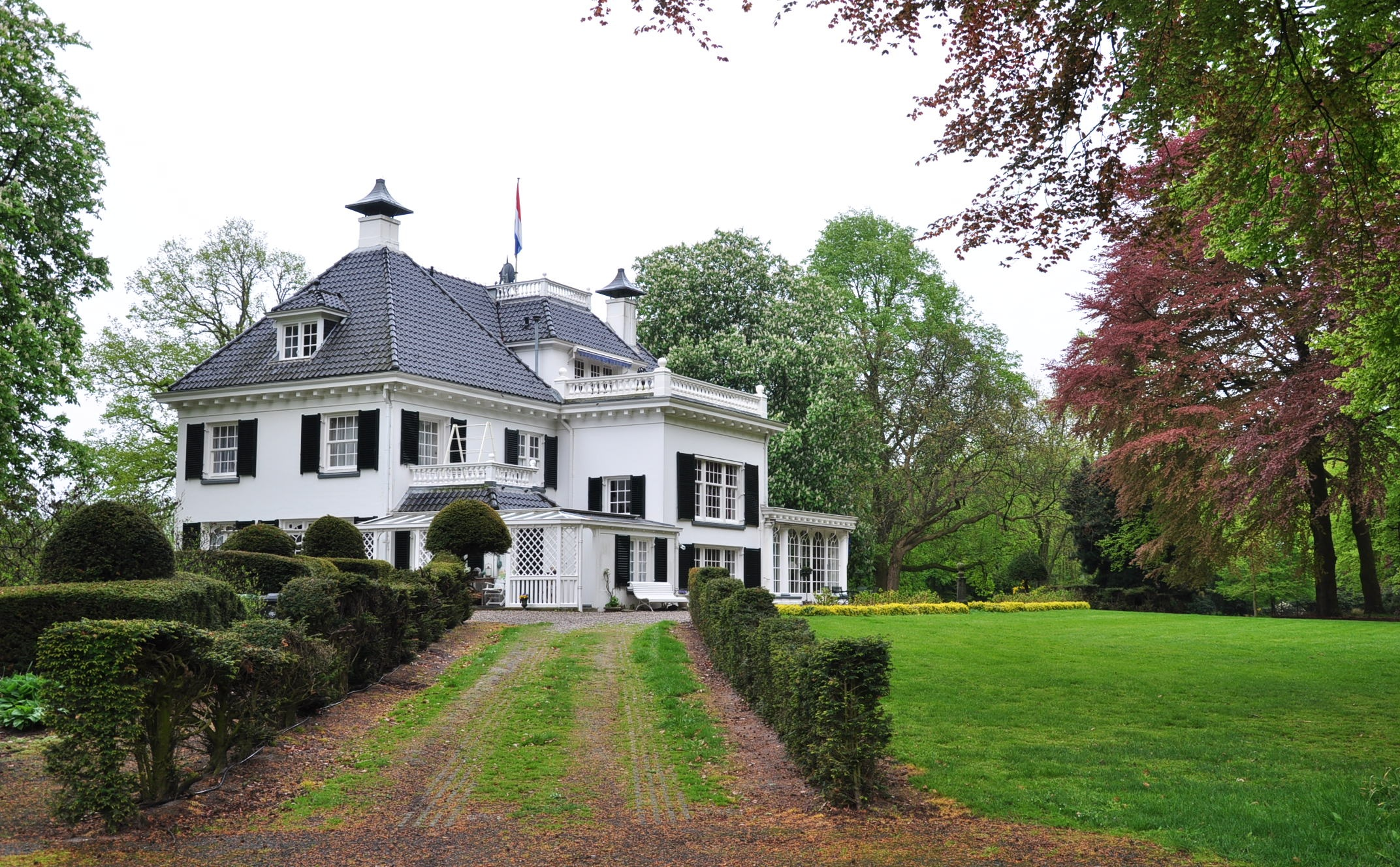
Westzijde

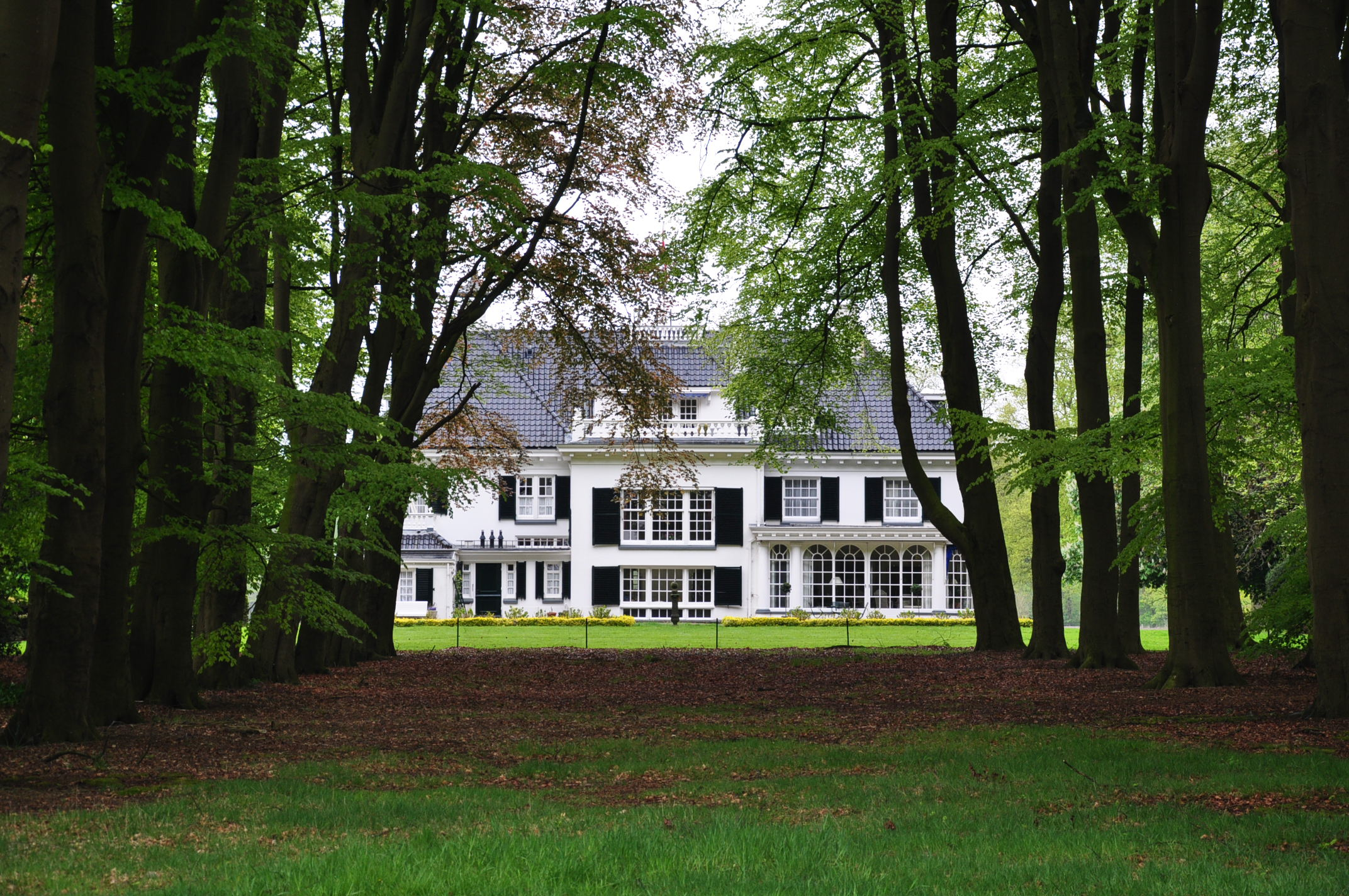
Achterzijde

Zonnebeek is de naam van een buitenplaats en bijbehorend landgoed. Het ligt ten noorden van het Buurserzand aan de Zonnebeekweg met zicht op de heide van het Usselerveld.

## Geschiedenis en architectuur
Tussen 1906 en 1907 werd het huis gebouwd naar ontwerp van A.G. Beltman voor Jan Bernard van Heek en diens Amerikaanse echtgenote Edwina van Heek - Burr Ewing. Het symmetrische neoclassicistische pand onder een schilddak zou ontworpen zijn naar voorbeeld van een landhuis in Nashville (Tennessee) waar Burr Ewing vandaan kwam. Enkele elementen uit het ontwerp, zoals het fronton en de portiek, zijn regelmatig terugkerende elementen geworden in de (neo)classicistische ontwerpstijl van bureau Beltman. Het huis heeft een middenrisaliet met een balkon gedragen door zuilen dat erg lijkt op Amerikaanse planterswoningen. In 1911 is het balkon in de westgevel dichtgezet en is een serre aangebouwd. In de salon staat een schouw met aan weerszijden getordeerde zuilen. Op de zolderverdieping is een appartement gebouwd voor de huidige beheerder. Verder staan op het terrein een koetshuis annex dienstwoning en logeerhuis (huisnummer 112-114) uit 1906 en een theekoepel.

## Tuinen
De parkaanleg komt van Pieter Wattez en is in landschapsstijl, eveneens op Amerikaanse voorbeelden geïnspireerd. Daarbinnen is een boomgaard/moestuin/bloementuin rond 1908 aangelegd, door muren en hagen afgesloten. In 1972 is de tuin hersteld (voornamelijk het inboeten van bomen) volgens een plan van architectenbureau T.H. Koning.
Het landgoed wordt tegenwoordig beheerd door de stichting 'Edwina van Heek'.

## Toegang
De villa is niet opengesteld voor bezichtiging. Behalve het park rondom de villa is het landgoed wel opengesteld.

## Andere locaties
- Een manege in Denekamp heet ook Zonnebeek. Dit is genoemd naar het gebied waar de manege staat.[bron?]

## Noot
1. ↑  Een zijweg van de N18 (N15) tussen Haaksbergen en Usselo in de gemeente Enschede.